# Острови (Вишковський повіт)
Острови (пол. Ostrowy) — село в Польщі, у гміні Сомянка Вишковського повіту Мазовецького воєводства.
Населення — 200 осіб (2011).
У 1975-1998 роках село належало до Остроленцького воєводства.

## Демографія
Демографічна структура станом на 31 березня 2011 року:
|          | Загалом | Допрацездатний вік | Працездатний вік | Постпрацездатний вік |
| -------- | ------- | ------------------ | ---------------- | -------------------- |
| Чоловіки | 104     | 19                 | 75               | 10                   |
| Жінки    | 96      | 24                 | 51               | 21                   |
| Разом    | 200     | 43                 | 126              | 31                   |